# Solca (Karwina)

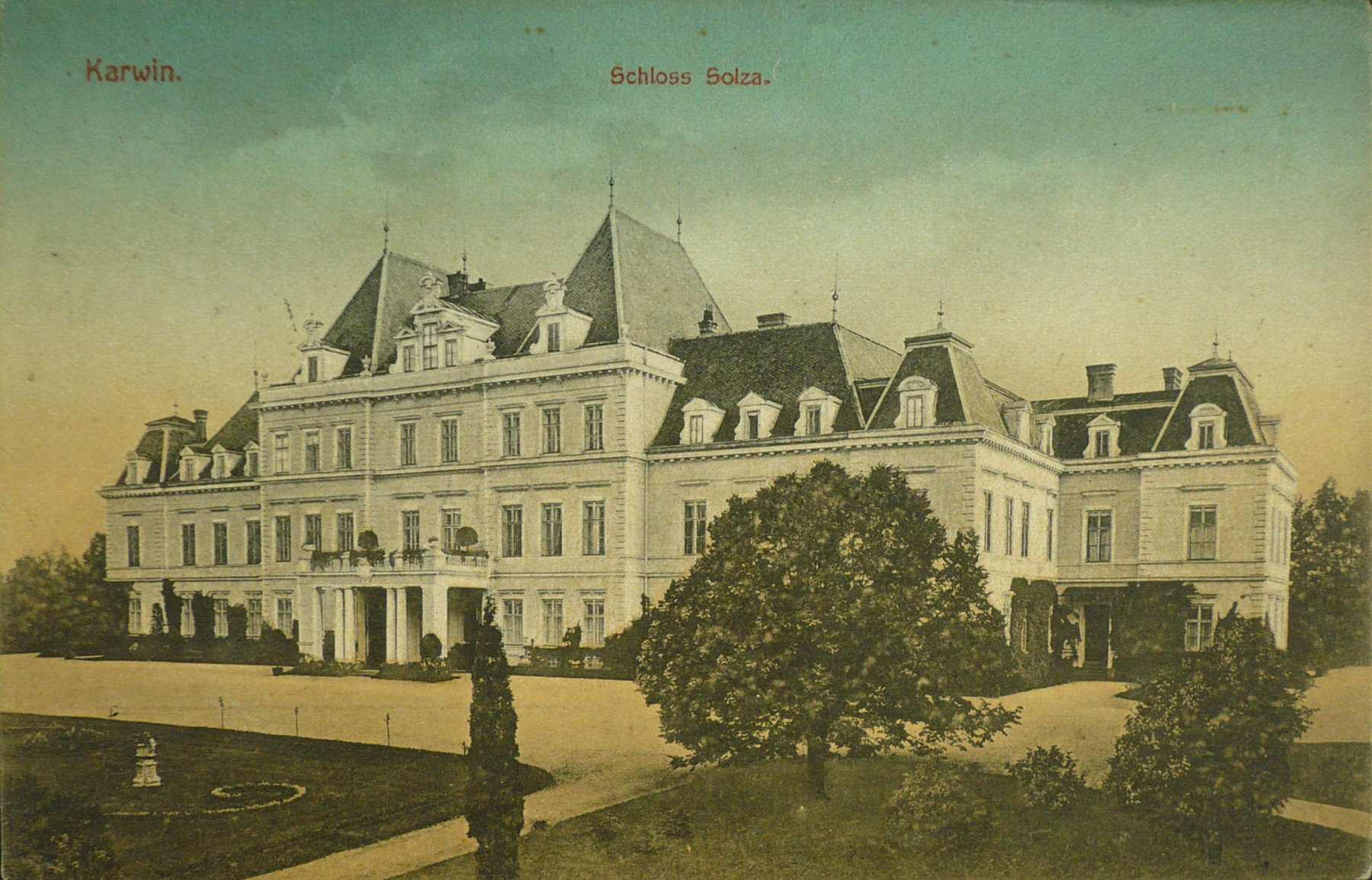
Pałac Solca na starej pocztówce

Solca (cz. Solca, niem. Solza) – zanikła osada na obecnym obszarze dzielnicy Kopalnie w mieście Karwina, w kraju morawsko-śląskim, w powiecie Karwina w Czechach, na Śląsku Cieszyńskim.

## Historia

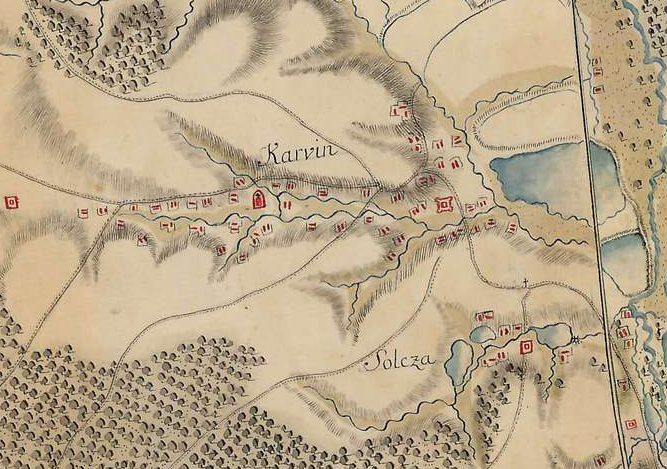
Karwina i Solca na mapie z 1763 roku

Była to jedna z najstarszych miejscowości na Śląsku Cieszyńskim. W dokumencie protekcyjnym biskupa wrocławskiego Wawrzyńca z dnia 25 maja 1223 roku wydanym na prośbę księcia opolsko-raciborskiego Kazimierza dla klasztoru premonstrantek w Rybniku, znajduje się taki oto fragment:

Decimas videlicet ipsius ville Ribnich, Smolna, Zalese, Knegnizi, quam ultimam villam recepit ecclesia de Ribnich ab ecclesia de Sale, in concambium pro villa Golconis

Jedynie lokalizacja Sale sprawiała trudności historykom, jako że nie znajdowała się w przeciwieństwie do pozostałych w sąsiedztwie Rybnika (Ribnich). Jednakowoż część historyków identyfikuje ją właśnie z Solcą. Znajdował się w niej już wówczas kościół (ecclesia), jeden z najstarszych w regionie, być może wybudowany w czasie panowania Mieszka Plątonogiego, któremu w tymże 1223 roku nadano dziesięciny z czterech wsi (tym Rybnika). Po raz kolejny miejscowość została wzmiankowana w 1229 roku, w bulli papieża Grzegorza IX dla benedyktynów tynieckich, zatwierdzającej ich posiadłości w okolicy Orłowej, w tym właśnie Solcę jako Sal, nie budząc już wątpliwości co do jej lokalizacji w kasztelanii cieszyńskiej. W 1268 powstał klasztor Benedyktynów w Orłowej, a Solca (określona po raz kolejny jako Sal) wraz z tutejszą karczmą stanowiła odtąd jego uposażenie. W następnych stuleciach nazwa wsi ewoluowała w kierunku Solec/Solca.
Wieś politycznie znajdowała się początkowo w granicach piastowskiego (polskiego) księstwa opolsko-raciborskiego. W 1290 w wyniku trwającego od śmierci księcia Władysława opolskiego w 1281/1282 rozdrobnienia feudalnego tegoż księstwa powstało nowe księstwo cieszyńskie, w granicach którego znalazła się również Solca. Od 1327 księstwo cieszyńskie stanowiło lenno Królestwa Czech, a od 1526 roku w wyniku objęcia tronu czeskiego przez Habsburgów wraz z regionem aż do 1918 roku w monarchii Habsburgów (potocznie Austrii). Z czasem jeszcze w średniowieczu Solca przeszła na własność książąt cieszyńskich, a później szlachty. W 1552 miejscowość została zakupiona przez Larischów. W 1570 roku właścicielem pobliskiej Karwiny był Jerzy Larisz z Lhoty. Rodzina Lariszów z czasem powiększała swe dobra, od 1730 zarządzane w postaci fideikomisu, w granicach którego była również Solca. W 1776 na obszarze Karwiny odkryto pokłady węgla kamiennego, co przyczyniło się do wielkiej zamożności rodu Larischów jak również do tego, że do Solcy przybyło wielu nowych górników i pracowników, po czym osiedliło się. Wieś szybko się od tamtej pory rozwinęła. W 1873 w Solcy powstał nowy pałac Larischów, jeden z najokazalszych w regionie, a w pobliżu również rodzinna kapliczka i grobowiec.
W latach 1894–1897 wybudowano nowy kościół św. Henryka w stylu renesansowym. Wiedeński architekt Cerny zainspirowany kościołem św. Krzyża we Florencji planował wznieść świątynię dla rosnącej społeczności, budynek miał pomieścić aż 4000 wiernych.
Według austriackiego spisu ludności z 1900 w 103 budynkach w Solcy, będących wówczas częścią gminy Karwina, mieszkały 1002 osoby. z tego 899 (89,7%) mieszkańców było katolikami, 96 (9,6%) ewangelikami, 5 (0,5%) żydami a 2 było innej religii, 866 (86,4%) było polsko-, 57 (5,7%) niemiecko- a 38 (3,8%) czeskojęzycznymi. Według spisu z 1910 roku Solca miała już 1047 mieszkańców zamieszkałych w 128 budynkach na obszarze 248 hektarów, z czego 1047 było zameldowanych na stałe, 819 (80,2%) było polsko-, 165 (16,2%) niemiecko-, a 37 (3,6%) czeskojęzycznymi, 930 (88,8%) było katolikami, 109 (10,4%) ewangelikami, 3 (0,3%) wyznawcami judaizmu a 5 (0,5%) innej religii lub wyznania.
Po zakończeniu I wojny światowej, upadku Austro-Węgier i podziale Śląska Cieszyńskiego w 1920 Solca dzieląc losy Karwiny (od 1923 miasta) znalazła się w granicach Czechosłowacji. W październiku 1938 wraz z całym Zaolziem przyłączono je do Polski.
Po II wojnie światowej majątek Larischów został skonfiskowany. Z powodu postępujących szkód górniczych obszar Solcy, podobnie jak pozostałej części dzielnicy Doły, wyludnił się po tym jak jego mieszkańcy masowo przenieśli się do pobliskich miast i wiosek w latach 50. i 60. XX wieku. Następnie komunistyczne władze zburzyły większość pozostałych budynków, w tym pałac Larischów w 1953, kościół w 1960, a grób Larischów w 1985.